# Kanton Agde
Agde is een kanton van het Franse departement Hérault. Het kanton maakt deel uit van de arrondissementen Béziers (4) en Montpellier (1).

## Gemeenten
Het kanton Agde omvatte tot 2014 de volgende gemeenten:
- Agde (hoofdplaats)
- Bessan
- Marseillan
- Vias

Bij de herindeling van de kantons door het decreet van 26 februari 2014, met uitwerking op 22 maart 2015, werd daar de gemeente:
- Portiragnes aan toegevoegd.